# Latrodectus diaguita
Latrodectus diaguita là một loài nhện trong họ Theridiidae.
Loài này thuộc chi Latrodectus. Latrodectus diaguita được miêu tả năm 1960 bởi Carcavallo.